# ريمة حميد (سنحان)

تعديل مصدري - تعديل

ريمة حميد هي إحدى قرى عزلة الربع الغربي بمديرية سنحان وبني بهلول التابعة لمحافظة صنعاء، بلغ تعداد سكانها 1198 نسمة حسب تعداد اليمن لعام 2004.وتشتهر القرية بوجود معسكر تابع للجيش اليمني فيها.